# خراب صهريج غربية
خراب صهريج غربية قرية سوريّة تتبع إداريّاً لمحافظة حلب منطقة عين العرب ناحية الجلبية، بلغ تعداد سكانها 266 نسمة حسب التعداد السكاني لعام 2004.